# Delta Pyxidis
Désignations
Delta Pyxidis (δ Pyxidis / δ Pyx) est une étoile binaire  de la constellation australe de la Boussole. Elle est visible à l'œil nu et sa magnitude apparente combinée est de 4,88. Le système présente une parallaxe annuelle de 14,08 ± 0,30 mas telle que mesurée par le satellite Gaia, ce qui permet d'en déduire qu'il est distant de 71,02 ± 1,51 pc (∼232 al) de la Terre. Il se rapproche du Système solaire à une vitesse radiale héliocentrique de +5 km/s.

## Propriétés
Delta Pyxidis est une binaire astrométrique, ce qui se remarque par des changements dans son mouvement propre au cours du temps. Sa composante visible est classée comme une étoile sous-géante blanche de type spectral A3 IV. Âgée d'environ 296 millions d'années, elle est à 92,5 % de sa vie sur la séquence principale et elle tourne sur elle-même à une vitesse de rotation projetée de 68 km/s. L'étoile est estimée être 1,8 fois plus massive que le Soleil et son rayon est 1,6 fois plus grand que le rayon solaire. Elle est 59 fois plus lumineuse que le Soleil et sa température de surface est de 8 609 K.

## Nomenclature
En astronomie chinoise traditionnelle, Delta Pyxidis fait partie de l'astérisme de Tiangou, représentant un « Chien céleste » (en chinois 天狗, Tiān Gǒu). Cet astérisme comprend également γ Pyxidis, e Velorum, f Velorum, β Pyxidis et α Pyxidis.